# Îlot de Rocha do Navio
L'îlot de Rocha do Navio (en portugais : Ilhéu da Rocha do Navio) ou îlot de Viúva (Ilhéu da Viúva) est un îlot situé dans la municipalité de Santana, à Madère, au Portugal. Il fait partie de la réserve naturelle de Rocha do Navio.